# Shi Pei Pu

Shi Pei Pu

Shi Pei Pu (Chinees: 时佩璞; Hanyu pinyin: Shí Pèipú) (Shandong, 31 december 1938 - Parijs, 30 juni 2009) was een Chinese Jing-operazanger en spion.
Shi groeide op in Kunming en ging er naar de universiteit. Hij was al op zijn 17de acteur en operazanger. Als androgyn ontfutselde hij geheimen bij een bediende van de Franse ambassade in Peking tijdens een 20 jaar lange liefdesaffaire. Hij hield de Franse onervaren ambassadeboekhouder Bernard Boursicot al die tijd voor dat hij een vrouw was en zei zelfs dat hij een kind van hem had. Toen hun relatie bij de Chinese autoriteiten bekend was geraakt, moest Boursicot aan de Chinezen geheime documenten bezorgen van zijn post in Peking en nadien van zijn post in Ulaanbaatar van 1977 tot 1979. Nadat Boursicot met Shi Pei Pu naar Frankrijk teruggekeerd was, werden beiden in 1982 gearresteerd. In 1986 werden zij door het Franse gerecht veroordeeld tot een gevangenisstraf van 6 jaar voor spionage, maar zij kregen het jaar daarop gratie van president François Mitterrand. Over het verhaal werden een toneelstuk en een film (M. Butterfly uit 1993) gemaakt.